# 諾克斯縣 (德克薩斯州)
諾克斯縣（英語：Knox County）是美國德克薩斯州中部偏西北的一個縣。面積2,216平方公里。根據美國2000年人口普查，共有人口4,253人。縣治本傑明（Benjamin）。
成立於1858年，縣名是紀念美國首任亨利·諾克斯（Henry Knox）。本縣是一個禁酒的縣。